# Daníel Ágúst Haraldsson
Daníel Ágúst Haraldsson (Reykjavik, 29 augustus 1969) is een IJslands zanger. Hij is vooral bekend omwille van zijn deelname aan het Eurovisiesongfestival 1989.

## Biografie
Daníel werd intern verkozen door RUV om IJsland te vertegenwoordigen op het Eurovisiesongfestival 1989 in Lausanne, Zwitserland. Met het nummer Það sem enginn sér werd hij troosteloos laatste, zonder punten. Het was voor het eerst in de geschiedenis van het Eurovisiesongfestival dat IJsland op de laatste plaats eindigde.
Na het Eurovisiesongfestival werd Daníel lid van de band GusGus, waarmee hij zijn grootste successen boekte.
1986: ICY · 
1987: Halla Margrét · 
1988: Beathoven · 
1989: Daníel Ágúst · 
1990: Stjórnin · 
1991: Stefán & Eyfi · 
1992: Heart 2 Heart · 
1993: Inga · 
1994: Sigga · 
1995: Bo Halldórsson · 
1996: Anna Mjöll · 
1997: Paul Oscar · 
1999: Selma · 
2000: August & Telma · 
2001: Two Tricky · 
2003: Birgitta · 
2004: Jónsi · 
2005: Selma · 
2006: Silvia Night · 
2007: Eiríkur Hauksson · 
2008: Euroband · 
2009: Yohanna · 
2010: Hera Björk · 
2011: Sigurjón's Friends · 
2012: Gréta Salóme & Jónsi · 
2013: Eyþór Ingi Gunnlaugsson · 
2014: Pollapönk · 
2015: María Ólafsdóttir · 
2016: Gréta Salóme · 
2017: Svala · 
2018: Ari Ólafsson · 
2019: Hatari · 
2021: Daði & Gagnamagnið · 
2022: Systur · 
2023: Diljá · 
2024: Hera Björk · 
2025: Væb
- International Standard Name Identifier: 0000 0003 7189 0613
- MusicBrainz: 2cda9d93-8758-46b9-b870-327242572752
- Nationale Bibliotheek van Tsjechië: xx0064879
- Virtual International Authority File: 85721856